# Pina Bergemann
Pina Bergemann (* 1987 in Stuttgart) ist eine deutsche Schauspielerin.

## Leben
Pina Bergemann wurde 1987 in Stuttgart geboren. In Hamburg studierte sie von 2007 bis 2011 Schauspiel an der Hochschule für Musik und Theater, wobei sie während ihres Studiums bereits am Deutschen Schauspielhaus Hamburg auftrat. Ihr Studienjahrgang wurde beim Theatertreffen deutschsprachiger Schauspielstudierender 2010 mit dem Max-Reinhardt-Preis für die beste Ensembleleistung ausgezeichnet. Von 2011 bis 2013 war sie Ensemblemitglied am Theater Kiel und von 2013 bis 2016 am Schauspiel Leipzig. 2016 nahm Pina Bergemann ihre Elternzeit, die sie in New York verbrachte. Anschließend lebte sie freischaffend in Leipzig und gastierte am Theater Kiel, am Residenztheater und am Schauspiel Leipzig. Sie war 2018 Stipendiatin beim internationalen Forum des Theatertreffens. Von 2018 bis 2022 hatte sie ein Festengagement am Theaterhaus Jena. Pina Bergemann ist als Schauspielerin auch in Film- und Fernsehproduktionen zu sehen, unter anderem im Tatort.
Pina Bergemann engagiert sich fürs Thema Mutterschaft bei Künstlern und konnte gemeinsam mit der Autorin Anna Gschnitzer 2022 das Stück Leaving Carthago als Regisseurin verwirklichen. Das Stück Die Entführung der Amygdala folgte 2024. Bergemann ist im Vorstand des Vereins Bühnenmütter e.V. tätig, der sich für bessere Arbeitsbedingungen bzgl. Familienfreundlichkeit im Theater und einer Enttabuisierung von Mutterschaft bei Künstlern einsetzt.

## Filmografie
- 2022: SOKO Wismar (Fernsehserie)
- 2023: Die Mittagsfrau
- 2025: Tatort: Die große Angst (Fernsehreihe)